# متحف قطر الوطني

مدخل متحف قطر الوطني

كان متحف قطر الوطني القديم ثاني أكبر متحف في الدوحة، افتتح عام 1975م في قصر مُرمّم بُني أساساً عام 1912م من قِبل الشيخ عبد الله بن جاسم آل ثاني الذي اتخذه مسكناً لعائلته ومقرًا للحكومة خلال 25 عاماً تقريباً، وقد تكون المتحف من 5 صالات هي: المتحف البحري ومتحف الدولة الذي يسمى القصر الحديث وقصر الحاكم القديم والبحيرة والحديقة النباتية.
في مارس 2010 كشفت هيئة المتاحف القطرية عن تصميم المتحف الوطني الجديد باعتباره المشروع الأهم في خططها للمرحلة المقبلة، سعيا لجعل قطر مركزا ثقافيا هاما ومتميزا بمنطقة الخليج العربي والعالم.ستوحى المهندس المعماري الشهير جان نوفيل تصميمه المبتكر للمتحف الجديد من وردة الصحراء. صمم المتحف على شكل أقراص متشابكة ليكون مركزاً للجمهور والطلاب وخبراء المتاحف. كما أنه سيعيد تعريف دور المؤسسات الثقافية وتعزيز روح المشاركة وتوفير الظروف الملائمة للاكتشاف بغرض التقدم والازدهار. وبالإضافة إلى صالات العرض، سوف يوفر المتحف ما يلي:
- قاعة تتسع لــ 220 شخصا
- متجرين ومقهيين ومطعم
- منتدى طعام مخصص لبرامج الثقافة الغذائية وللحفاظ على تقاليد الطهي
- مركز أبحاث ومختبرات
- حديقة مليئة بالنباتات الأصليّة

## موقعه
تسير أعمال البناء في المتحف الجديد في ذات موقع المتحف القديم حول القصر القديم للشيخ عبد اللّه بن جاسم آل ثاني والذي كان منزل عائلته ومقر الحكومة لمدة 25 عاما

## رموز الحياة البحرية
يلتزم المتحف بالحفاظ على المراكب الشراعية التي كانت عصب حياة المجتمع في فترة من الفترات. فقد ساعدت في الماضي على التجارة وصيد اللؤلؤ والأسماك. تقوم فرق متخصصة بإستكشاف الطرق الأصلية لبناء هذه المراكب باستخدام المسح الضوئي ليزر والتصوير الرقمي. وقد ابتكروا نماذج ثلاثية الأبعاد لهذه المراكب استرعت انتباه شريحة واسعة من الجمهور. تساعد هذه الأبحاث والنماذج على الحفاظ على واحدة من أهم التقاليد البحرية في الخليج العربي.